# Dysdera vermicularis
Dysdera vermicularis este o specie de păianjeni din genul Dysdera, familia Dysderidae, descrisă de Berland, 1936. Conform Catalogue of Life specia Dysdera vermicularis nu are subspecii cunoscute.